# Romantisk komedi
Romantisk komedi (inom den amerikanska filmbranschen ofta kallad rom-com) är en av de filmgenrer som varit populär längst. Den utvecklades ur de amerikanska screwball-komedierna på 1930-talet, och kan beskrivas som en komedi med ett romantiskt förhållande i centrum. Romantiska komedifilmer är subgenre av romantikfilmer.

## TV
Romantiska komediserier är numera vanliga, där TV-kanaler i USA som ABC och Lifetime gör de flesta av dem.

- Living Single (1993–1998) (FOX)
- Ally McBeal (1997–2002) (FOX)
- Vänner (1994–2004) (NBC)
- For Your Love (1998–2002) (WB)
- Sex and the City (1998–2004) (HBO)
- Will & Grace (1998–2006) (NBC)
- The Nanny (1993–1999) (CBS)
- Emily's Reasons Why Not (2006) (ABC)
- Girlfriends (2000–2008) (UPN/CW)
- Half & Half (2002–2006) (UPN)
- All of Us (2003–2007) (UPN)
- Pepper Dennis (2006) (The WB)
- Hot Properties (2006) (ABC)
- Men in Trees (2006–2008) (ABC)
- Cashmere Mafia (2008) (ABC)
- Lipstick Jungle (2008–2009) (NBC)
- Lost in Austen (2008) (ITV)
- Desperate Housewives (2004–2012) (ABC)
- Not Going Out (2006–2009) (BBC)
- Ugly Betty (2006–2010) (ABC)
- Gavin & Stacey (2007–2009) (BBC)
- Samantha Who? (2007–2009) (ABC)
- Älskarinnor (2008–2010) (BBC)
- The Ex List (2008) (CBS)
- The Starter Wife (TV-miniserie, 2007) (USA Network)
- The Starter Wife (TV-serie, 2008–2009) (USA Network)
- How I Met Your Mother (2005–2014) (CBS)
- Accidentally on Purpose (2009–2010) (CBS)
- 100 Questions (2010) (NBC)
- Drop Dead Diva (2009–2014) (Lifetime)
- Cougar Town (2009–2015) (ABC)
- Romantically Challenged (2010) (ABC)
- The King of Queens (1998–2007) (CBS)
- Love Bites (2011) (NBC)
- Friends With Benefits (2011) (NBC)
- Mike & Molly (2010–2016) (CBS)
- Better With You (2010–2011) (ABC)
- Running Wilde (2010–2011) (FOX)

## Filmer
I detta avsnitt ges exempel på romantiska komedifilmer, sorterade efter utgivningsår.

### Tidiga
- Girl Shy (1924)
- Stadens ljus (1931)
- Tjuvar i paradiset (1932)
- En man för mig (1932)
- Det hände en natt (1934)
- Moderna tider (1936)
- Godfrey ordnar allt (1936)
- Min fru har en fästman (1937)
- Ingen fara på taket (1938)
- En friare i societén (1938)
- Ninotchka (1939)
- Det ligger i blodet (1940)
- En skön historia (1940)
- Den lilla butiken (1940)
- Jag stannar över natten (1941)
- Kvinnan Eva (1941)
- Årets kvinna (1942)
- Adams revben (1949)
- Född i går (1950)
- Feminint fenomen (1952)
- Prinsessa på vift (1953)
- Herrar föredrar blondiner (1953)
- Sabrina (1954)
- Flickan ovanpå (1955)
- Ariane (1957)
- Dadda för tre (1958)
- Jag hatar dig, älskling (1959)
- Ungkarlslyan (1960)
- Frukost på Tiffany's (1961)
- Älskling, jag ger mig (1962)
- Irma la Douce (1963)

### Senare
- Annie Hall (1977)
- Den vilda jakten på stenen (1984)
- Pretty in Pink (1986)
- Mångalen (1987)
- Bleka dödens minut (1987)
- Tjejen som föll överbord  (1987)
- Working Girl (1988)
- När Harry mötte Sally (1989)
- Pretty Woman (1990)
- Gifta på låtsas (1990)
- Doc Hollywood (1991)
- Kärlek på hal is (1992)
- Boomerang (1992)
- Måndag hela veckan (1993)
- Sömnlös i Seattle (1993)
- Fyra bröllop och en begravning (1994)
- French Kiss (1995)
- Medan du sov (1995)
- Sabrina (1995)
- Beautiful Girls (1996)
- The Truth About Cats & Dogs (1996)
- One Fine Day (1996)
- Livet från den ljusa sidan (1997)
- Picture Perfect (1997)
- Kärlek vid andra ögonkastet (1997)
- Min bäste väns bröllop (1997)
- Overnight Delivery (1998)
- The Wedding Singer (1998)
- Du har mail (1998)
- Sex dagar sju nätter (1998)
- Den där Mary (1998)
- 10 orsaker att hata dig (1999)
- Three to Tango (1999)
- Au Pair (1999)
- Never Been Kissed (1999)
- Notting Hill (1999)
- She's All That (1999)
- Runaway Bride (1999)
- Miss Secret Agent (2000)
- Return to Me (2000)
- Vad kvinnor vill ha (2000)
- Get Over It (2001)
- Bridget Jones dagbok (2001)
- Kate & Leopold (2001)
- Legally Blonde (2001)
- Om ödet får bestämma (2001)
- The Brothers (2001)
- Bröllopsfixaren (2001)
- Two Can Play That Game (2001)
- Someone Like You (2001)
- Kärleken checkar in (2002)
- Sweet Home Alabama (2002)
- Kärlek på jobbet (2002)
- Serving Sara (2002)
- Deliver Us From Eva (2003)
- Hur man blir av med en kille på 10 dagar (2003)
- Love Actually (2003)
- Galen i kärlek (2003)
- The Fighting Temptations (2003)
- The Sweetest Thing (2003)
- Allt en tjej vill ha (2003)
- Along Came Polly (2003)
- Under the Tuscan Sun (2003)
- På spaning med Bridget Jones (2004)
- 13 snart 30 (2004)
- 50 First Dates (2004)
- A Cinderella Story (2004)
- Kärlek & fördom (2004)
- Chasing Liberty  (2004)
- The Prince and Me (2004)
- Wimbledon (2004)
- Fever Pitch (2005)
- The 40-Year-Old Virgin (2005)
- Hitch – Din guide till en lyckad date (2005)
- Just Friends (2005)
- Just Like Heaven (2005)
- Little Manhattan (2005)
- Monster till svärmor (2005)
- Matte söker husse (2005)
- Wedding Date (2005)
- Wedding Crashers (2005)
- It's a Boy Girl Thing (2006)
- Just My Luck (2006)
- Failure to Launch (2006)
- Mitt super-ex (2006)
- The Holiday (2006)
- She's the Man (2006)
- The Heartbreak Kid (2007)
- I Think I Love My Wife (2007)
- På smällen (2007)
- Music and Lyrics (2007)
- Good Luck Chuck (2007)
- The Other End of the Line (2008)
- Nick and Norah's Infinite Playlist (2008)
- Sex and the City (2008)
- 27 Dresses (2008)
- Mamma Mia! (2008)
- Another Cinderella Story (2008)
- My Sassy Girl (2008)
- Definitely, Maybe (2008)
- Fool's Gold (2008)
- Dumpad (2008)
- Brudens bäste man (2008)
- What Happens in Vegas (2008)
- Picture This (2008)
- How to Lose Friends and Alienate People (2008)
- Zack and Miri Make a Porno (2008)
- My Best Friend's Girl (2008)
- Over Her Dead Body (2008)
- The Break-Up Artist (2009)
- Falling Up (2009)
- Bröllopsduellen (2009)
- Dumpa honom! (2009)
- En shopaholics bekännelser (2009)
- Duplicity (2009)
- The Ghosts of Girlfriends Past (2009)
- My Life in Ruins (2009)
- The Proposal (2009)
- The Ugly Truth (2009)
- Did You Hear About the Morgans? (2009)
- It's Complicated (2009)
- The Rebound (2009)
- I Hate Valentine's Day (2009)
- Leap Year (2010)
- Valentine's Day (2010)
- When in Rome (2010)
- She's Out of My League (2010)
- The Bounty Hunter (2010)
- The Back-Up Plan (2010)
- Letters to Juliet (2010)
- Sex and the City 2 (2010)
- Going the Distance (2010)
- The Switch (2010)
- You Again (2010)
- Life as We Know It (2010)
- Love and Other Drugs (2010)
- How Do You Know (2010)

### Mest inkomstbringande
De mest inkomstbringande filmerna i urval.
- En prins i New York (1988)
- Pretty Woman (1990)
- Sömnlös i Seattle (1993)
- Livet från den ljusa sidan (1997)
- Min bäste väns bröllop (1997)
- Den där Mary (1998)
- Du har mail (1998)
- Runaway Bride (1999)
- Notting Hill (1999)
- Vad kvinnor vill ha (2000)
- Bridget Jones dagbok (2001)
- Mitt stora feta grekiska bröllop (2002)
- Mr. Deeds (2002)
- Sweet Home Alabama (2002)
- Love Actually (2003)
- Galen i kärlek (2003)
- Bringing Down the House (2003)
- 50 First Dates (2004)
- Hitch – Din guide till en lyckad date (2005)
- The Break-Up (2006)
- På smällen (2007)
- Sex and the City (2008)
- The Proposal (2009)
- It's Complicated (2009)
- Valentine's Day (2009)

## Kända skådespelare
| - Billy Crystal - Meg Ryan - Julia Roberts - Cary Grant | - Hugh Grant - Tom Hanks - Richard Gere - Hugh Jackman |

## Regissörer
- Nora Ephron
- Garry Marshall
- Richard Curtis
- Nancy Meyers